# Rob van den Wildenberg
Rob van den Wildenberg (né le 2 mars 1982 à Valkenswaard) est un coureur cycliste néerlandais, spécialiste du bicycle motocross (BMX).

## Biographie
En 2011, il est devenu entraîneur de talent BMX à l'Union royale néerlandaise de cyclisme. En mai 2019, il a été nommé avec Raymon van der Biezen comme successeur de Bas de Bever en tant qu'entraîneur national de la sélection néerlandaise de BMX.

## Palmarès en BMX

### Jeux olympiques
- Pékin 2008
  - 5e du BMX

### Championnats du monde
- 2005
  - 5e du championnat du monde de cruiser BMX

### Championnats des Pays-Bas
- 2005
  - 3e du championnat des Pays-Bas de BMX
- 2010
  - 3e du championnat des Pays-Bas de BMX